# Oswald Friedrich
Paul Oswald Friedrich (* 8. August 1863 in Hirschfeld; † 14. April 1935 ebenda) war ein deutscher Politiker (Konservativer Landesverein in Sachsen, DNVP) und Mitglied des Sächsischen Landtags.
Friedrich war der Sohn des Gutsbesitzers Karl Wilhelm Friedrich (1826–1897). Im Jahr 1890 übernahm er das väterliche Gut Hirschfeld, das er 1926 verpachtete. Von 1899 bis 1919 war er Gemeindevorstand in Hirschfeld. Von 1917 bis 1925 war Friedrich Mitglied des Landeskulturrats, zuletzt als stellvertretender Vorsitzender. Nach der Errichtung der Landwirtschaftskammer 1925 war er deren 1. Vizepräsident. Außerdem war er von 1920 bis 1925 Vorsitzender des landwirtschaftlichen Kreisvereins Leipzig und Kreisdirektor der Landwirtschaftskammer Leipzig.
Politisch betätigte sich Friedrich von 1909 bis 1918 für den Konservativen Landesverein in Sachsen als Abgeordneter der II. Kammer des Sächsischen Landtages. Von 1920 bis 1922 war er für die Deutschnationale Volkspartei erneut Mitglied des Sächsischen Landtags.